# Hangya András
Hangya András (Moravica. 1912. április 14. – London, 1988. december 20.) magyar festő, a jugoszláviai magyar festészet egyik legkiemelkedőbb, egyéni hangú képviselője. Zseniális, ugyanakkor szerencsétlen, neurózisban szenvedő, az életben érvényesülni szinte
képtelen ember volt.

## Életpályája
Pályafutását autodidaktaként kezdte, később Dobrovits Péter és Ljubo Babić voltak a  mesterei. Indulásakor ponyvaregények és képeslapok hőseit rajzolta. Az 1930-as évek elején elnyerte a szabadkai Rotary Klub ösztöndíját, Belgrádba utazott, ahol Dobrovics Péter esti rajztanfolyamát látogatta. 1937 és 1941 között a belgrádi Képzőművészeti Akadémián tanult.  A második világháború alatt feleségével együtt Budapesten élt. Szabadkára való visszatérése után esti rajz- és festőiskolát vezetett, 1947-ben Zágrábba költözött, ahol Ljubo Babić tanítványaként elvégezte az akadémiát. Zágrábi műtermében, visszavonultan élt. Számos könyvillusztrációt készített és könyvborítót tervezett. 1960-ban rajzait tartalmazó kötete jelent meg Újvidéken, Andro-Vid Miličić előszavával. 1984-ben pedig Tolnai Ottó és Bordás Győző gondozásában jelent meg róla  képzőművészeti monográfia. Hangya András Londonban hunyt el.

## Díjai, elismerései
- Forum Képzőművészeti díj (1978).

## Egyéni kiállításai
- 1933 • Nićin-palota, Szabadka • Zombor
- 1934 • Meleghy-féle üzlethelyiség, Nagybecskerek • Szabadka
- 1936 • Zeneiskola, Szabadka
- 1938 • Rotary Klub, Szabadka
- 1962 • Hampstead Art Cellar, London
- 1964 • Képzőművészeti Találkozó, Szabadka
- 1980 • Franzer István képkeretező műhelyében, Nagy Ferenc magángyűjteményének képeiből, Szabadka • Kiállítás a Szenteleky-napok alkalmából, Nagy Ferenc magángyűjteményéből, Szivác • Kiállítás Nagy Ferenc magángyűjteményéből, Újvidék
- 1984 • Hangya András retrospektív tárlata, a Híd megjelenése 50. évfordulójára a Képzőművészeti Találkozó szervezésében, Szabadka.

## Csoportos kiállításai (válogatás)
- 1945 • Vajdasági képzőművészek közös tárlata, Nagybecskerek
- 1948 • Szerbia képzőművészeinek kiállítása, Belgrád
- 1949 • Szabadkai képzőművészek kiállítása, Szabadka • Umjetnički paviljon, Zágráb
- 1950 • Horvátországi képzőművészek tárlata, Dubrovnik • Horvátországi képzőművészek tárlata, Zágráb
- 1951 • A XIX. és XX. sz. művészete, Jugoszláv Akadémia Képtára, Zágráb
- 1952 • Salon, Zágráb • Ünnepi Játékok kiállítása, Palics
- 1953 • Zágráb
- 1954 • Vajdaság képzőművészete, Matica srpska, Újvidék • Modern jugoszláv festészet, Dubrovnik • Modern jugoszláv festészet, Lyon
- 1955 • Kollektív kiállítás az eszperantisták klubjában, Szabadka • Modern jugoszláv festészet, Bern
- 1956 • Modern jugoszláv festészet, London
- 1957 • A Zentai Művésztelep tárlata, Zenta
- 1958 • A Zentai Művésztelep tárlata, Szabadka
- 1959 • Jugoszláv Akadémia Kiállítóterem, Zágráb
- 1961 • Horvátországi képzőművészek tárlata, Zágráb
- 1965 • Az Écskai Művésztelep kiállítása, Écska
- 1966 • Szabadka • Horvátországi képzőművészek tárlata, Moslavina
- 1970 • A szabadkai képzőművészet 25 éve, Szabadka
- 1972 • Képzőművészeti Találkozó, Szabadka
- 1979 • Csoportos kiállítás a Híd megjelenése 45. évfordulójára [Almási Gáborral, Ács Józseffel, Boschán Györggyel, Nagy Sándorral, B. Szabó Györggyel, Wanyek Tivadarral], Szabadka
- 1981 • Vajdaság képzőművészete 1944-1954, a Modern Képzőművészet Képtára szervezésében a Matica srpska Kiállítóteremben, Újvidék